# Juan Francisco Guevara

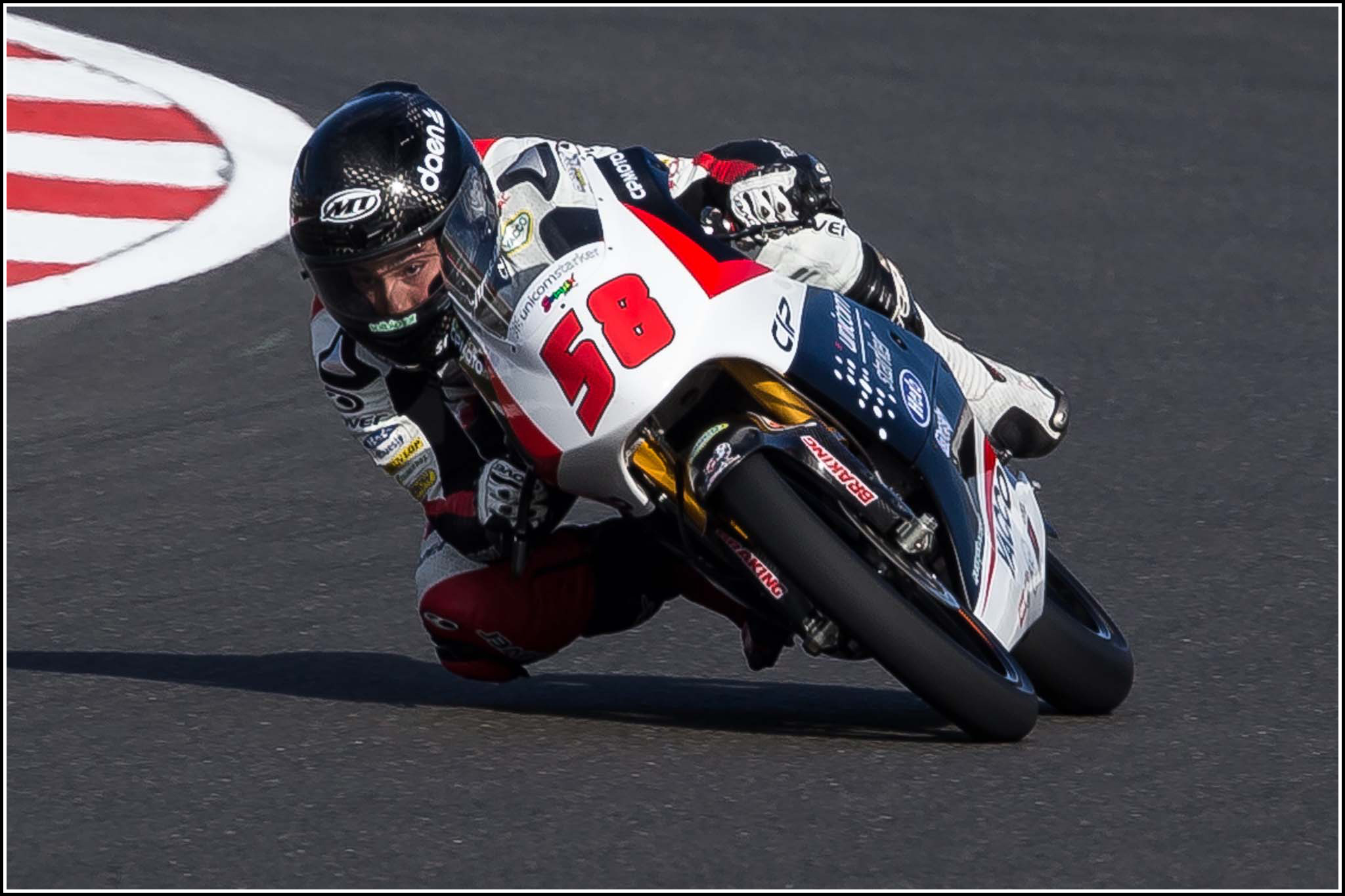
Juan Guevara durante treinamento para a MotoGP em Silverstone em 31 de Agosto de 2013.

Juan Francisco "Juanfran" Guevara Silvente (Lorca, 19 de agosto de 1995) é um ex-motociclista espanhol que competia na MotoGP (Moto3). Sua última equipe foi a RBA Racing Team, que defendeu entre 2016 e 2017.

## Carreira
Guevara disputou a Moto3 pela primeira vez em 2011, representando a equipe Team Murcia Pramac, pilotando uma moto Aprilia. Inscreveu-se para o GP da Comunidade Valenciana, porém não largou.
Sua estreia oficial foi na Wild Wolf BST, guiando uma FTR-Honda em 2 corridas. Marcou seus primeiros pontos no mesmo GP da Comunidade Valenciana, ao chegar em 12º lugar. Em 90 corridas disputadas, marcou 3 vezes a volta mais rápida, largou uma vez na pole position e conquistou apenas um pódio, no GP da Itália de 2017, ao cruzar a linha de chegada em terceiro lugar.

## Aposentadoria
Em dezembro de 2017, Guevara, que fora inscrito pela RBA Racing Team para a temporada 2018, surpreendeu ao anunciar sua aposentadoria com apenas 22 anos de idade. Segundo o piloto, "motivos econômicos e pessoais" influenciaram na decisão de pendurar o capacete.

## Links
- Perfil de Juan Francisco Guevara no site da MotoGP